# San Martino Buon Albergo
San Martino Buon Albergo is een gemeente in de Italiaanse provincie Verona (regio Veneto) en telt 13.231 inwoners (31-12-2004). De oppervlakte bedraagt 35,3 km2, de bevolkingsdichtheid is 375 inwoners per km2.

## Demografie
San Martino Buon Albergo telt ongeveer 5100 huishoudens. Het aantal inwoners daalde in de periode 1991-2001 met 1,2% volgens cijfers uit de tienjaarlijkse volkstellingen van ISTAT.
| Jaar | Inwoneraantal |
| ---- | ------------- |
| 1991 | 13.256        |
| 2001 | 13.095        |

## Geografie
De gemeente ligt op ongeveer 45 m boven zeeniveau.
San Martino Buon Albergo grenst aan de volgende gemeenten: Caldiero, Lavagno, Mezzane di Sotto, San Giovanni Lupatoto, Verona, Zevio.